# Musaranya de musell llarg
La musaranya de musell llarg (Sorex longirostris) és una espècie de musaranya que no es troba en perill d'extinció.